# Estação Galiza
Futura estação de metro, na cidade do Porto, servida Linha G operada pela Metro do Porto, localizada na Praça da Galiza.